# Corynebacterium pseudotuberculosis
Corynebacterium pseudotuberculosis è un batterio appartenente alla famiglia Corynenacteriaceae.
È causa di patologie nel:
- uomo [1][2][3][4][5][6]

- cavallo/equini [7][8][9][10][11][12]

- ovini [13][14][15][16][17][18].

È molto simile a C. diphtheriae. Produce un'esotossina che è causa della linfoadenite caseosa, una malattia che colpisce gli ovini.